# Sumatra-Gleithörnchen
Das Sumatra-Gleithörnchen (Hylopetes winstoni) ist eine Hörnchenart aus der Gattung der Pfeilschwanz-Gleithörnchen (Hylopetes). Es ist bislang nur anhand eines einzigen Individuums aus dem Norden der Insel Sumatra bekannt.
Der Artzusatz im wissenschaftlichen Namen ehrt Winston Churchill.

## Merkmale
Die Körpergröße des einzigen bekannten Individuums der Art, eines Männchens, betrugen 14,2 Zentimeter für die Kopf-Rumpf-Länge und 14,3 Zentimeter für den Schwanz, der damit etwa so lang ist wie der Restkörper. Es entspricht im Aussehen weitestgehend dem Bartels-Gleithörnchen (Hylopetes bartelsi) auf der Insel Java und besitzt als auffälligstes Merkmal Büschel von borstigen Haaren vor und über den Ohren sowie auf den Wangen.

## Verbreitung

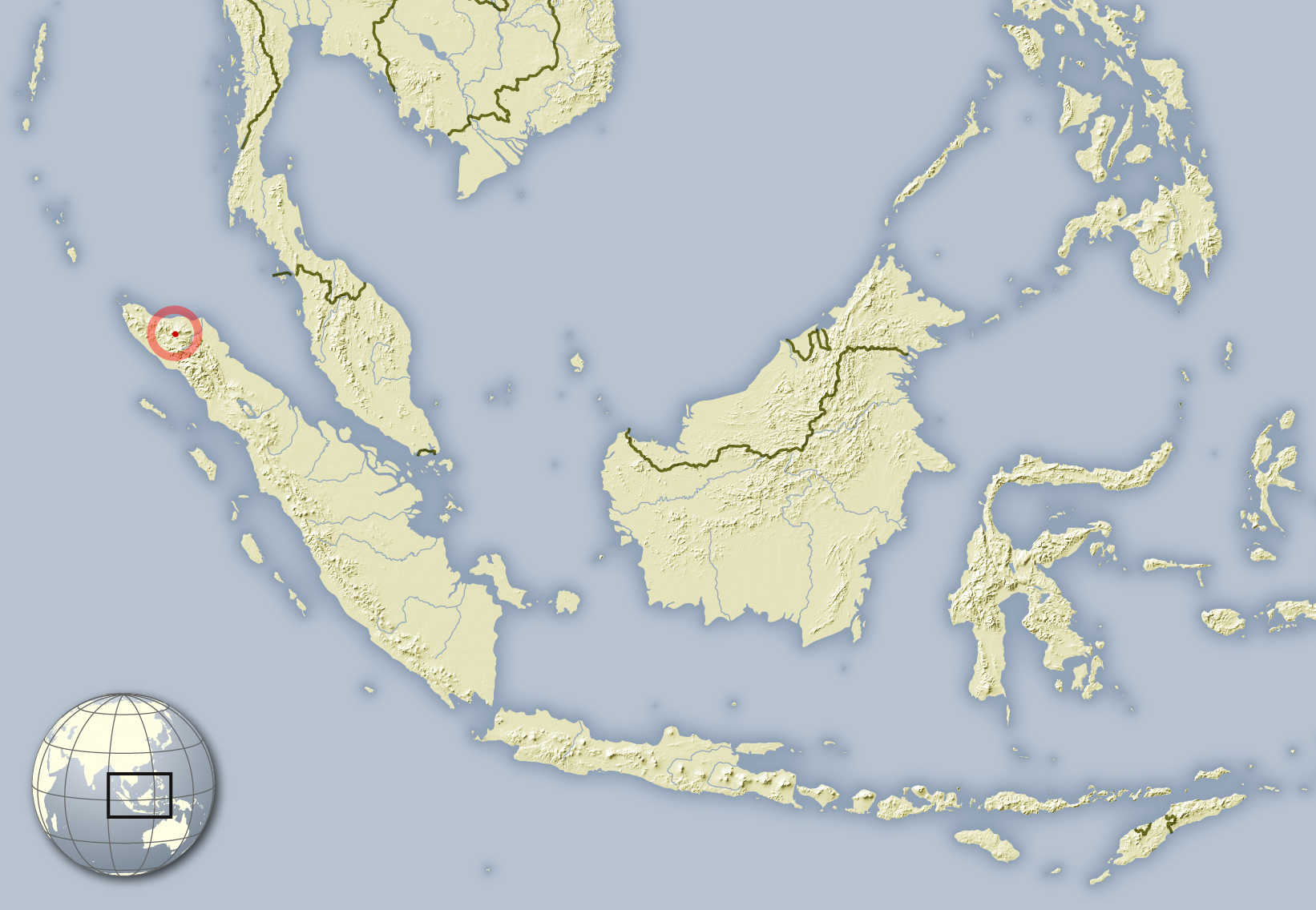
Verbreitungsgebiete des Sumatra-Gleithörnchens

Das Sumatra-Gleithörnchen ist nur über einen Fund aus dem Osten der Provinz Aceh im Norden der Insel Sumatra, Indonesien, dokumentiert. Das Tier wurde in einer Höhe von 1200 Metern im tropischen Primärwald gefangen.

## Lebensweise
Über die Lebensweise des Sumatra-Gleithörnchen gibt es keine Angaben. Es wird angenommen, dass es streng wald- und baumlebend ist und in seiner Lebensweise anderen Arten der Gattung entspricht.

## Systematik
Das Sumatra-Gleithörnchen wird als eigenständige Art innerhalb der Gattung der Pfeilschwanz-Gleithörnchen (Hylopetes) eingeordnet, die aus neun Arten besteht. Die wissenschaftliche Erstbeschreibung stammt von Henri Jacob Victor Sody aus dem Jahr 1949, der das Typusexemplar aus dem Osten der Provinz Aceh auf Sumatra ursprünglich als Art der Horsfield-Gleithörnchen (Gattung Iomys) beschrieb. 1992 wurde das Sumatra-Gleithörnchen den Pfeilschwanz-Gleithörnchen zugeordnet. Innerhalb der Art Hylopetes winstoni werden neben der Nominatform keine weiteren Unterarten unterschieden.

## Status, Gefährdung und Schutz
Über Bestandszahlen, das Verbreitungsgebiet und die Ökologie des Sumatra-Gleithörnchens liegen keine Angaben vor, es ist wissenschaftlich nur über ein einziges Individuum dokumentiert. Es wird daher aufgrund unzureichender Daten von der International Union for Conservation of Nature and Natural Resources (IUCN) nicht in eine Gefährdungsklasse eingeordnet, sondern als „data deficient“ gelistet. In älteren Erhebungen wurde die Art als vom Aussterben bedroht (critically endangered) betrachtet. Es wird angenommen, dass vor allem der Lebensraumverlust durch Abholzung der Primärwälder eine Bedrohung für die Art darstellen.

## Belege
1. ↑  Beolens, Watkins & Grayson: The Eponym Dictionary of Mammals. Johns Hopkins University Press, Baltimore 2009, ISBN 978-0-8018-9304-9, S. 79 (Churchill).
2. 1 2 3 4 5  Richard W. Thorington Jr., John L. Koprowski, Michael A. Steele: Squirrels of the World. Johns Hopkins University Press, Baltimore MD 2012; S. 105. ISBN 978-1-4214-0469-1
3. 1 2 3  Hylopetes winstoni In: Don E. Wilson, DeeAnn M. Reeder (Hrsg.): Mammal Species of the World. A taxonomic and geographic Reference. 2 Bände. 3. Auflage. Johns Hopkins University Press, Baltimore MD 2005, ISBN 0-8018-8221-4.
4. ↑  Hylopetes winstoni in der Roten Liste gefährdeter Arten der IUCN 2013.2. Eingestellt von: L. Ruedas, J.W. Duckworth, B. Lee, R.J. Tizard, 2008. Abgerufen am 31. Mai 2014.